# Taubenberg (Kirchseeon)
Der Taubenberg ist eine ausgedehnte, bewaldete Erhebung auf dem Gemeindegebiet von Kirchseeon, südlich von Ilching. 
An seinen nördlichen Ausläufern befindet sich das Naturdenkmal Lippenlacke.